# Apollonio Domenichini
Apollonio Domenichini, nome con cui è noto Apollonio Facchinetti, detto Menichini o il Menichino (Venezia, 28 giugno 1715 – Venezia, 26 settembre 1757), è stato un pittore italiano, identificato come il Maestro della Fondazione Langmatt.

## Biografia
Fecondo pittore di vedute di Venezia e dintorni, Apollonio Domenichini, detto il Menichino, fu allievo di Luca Carlevarijs. Risultava iscritto nei registri della fraglia dei pittori veneziani nel 1757. Il suo nome ha attirato l'attenzione degli storici apparendo spesso tra gli autori delle lettere del mercante d'arte Giovanni Maria Sasso, che accompagnavano le opere spedite a John Strange, ex ambasciatore britannico a Venezia, a partire dal 1784 in Inghilterra. Nel 1994 Dario Succi, studioso d'arte veneziana, identificò con questo pittore la figura del Maestro della Fondazione Langmatt, nome convenzionale conferito ad un anonimo autore di una serie di Vedute conservate dalla Fondazione Langmatt a Baden. L'idea venne ripresentata dallo stesso studioso nel 2008 e definitivamente confermata nel 2022, grazie ad una meticolosa ricostruzione del susseguirsi dei passaggi di proprietà.
Qualche anno prima si riuscì a risalire alla data di nascita di Domenichini, fissata il 20 giugno 1715 (prima era noto soltanto il suo inizio di attività autonoma, verso il 1740) e l'effettivo cognome Facchinetti; risulta infatti dai documenti che il padre Domenico Facchinetti, anche egli pittore, era detto Domenichini ed è plausibile che lo stesso soprannome venisse adottato per tutti gli artisti della famiglia. Oltre all'apprendistato con Carlevarijs, Succi individua una dipendenza dalle opere di Michele Marieschi e Francesco Albotto e le trova confrontabili ai lavori canaletteschi di Francesco Tironi.
Apprezzato dai contemporanei come Francesco Algarotti, che possedeva due dipinti, Domenichini è considerato un pittore scrupolosamente attento alla realtà topografica. La scrupolosa attenzione e precisione mostrata nei dettagli rappresentava molto realisticamente alcuni particolari come il deterioramento degli intonaci, mentre attraverso ingegnose soluzioni luministiche realizzava suggestioni scenografiche, utilizzando una prospettiva atta a dilatare le proporzioni. L’analisi dei paesaggi da lui ritratti e dei costumi rappresentati ha anche permesso una più precisa datazione temporale di alcuni dipinti.

## Opere
- Veduta della chiesa di Santa Maria del Rosario alle Zattere, Venezia, 1743/1745, olio su tela, 64,8x100,5 cm, Venezia, Pinacoteca Querini Stampalia
- Piazzetta San Marco, olio su tela, 67x97 cm, Baden, Museum Langmatt